# إدوار بالادور
إدوار بالادور (بالفرنسية: Édouard Balladur) (و. 1929  م) هو اقتصادي، وسياسي، من فرنسا، ولد في إزمير، هو عضوٌ في الاتحاد من أجل حركة شعبية.

## مناصب
تولى منصب رئيس وزراء فرنسا (29 مارس 1993–10 مايو 1995)، ووزير الاقتصاد والمالية والصناعة ‏ (20 مارس 1986–12 مايو 1988)، وGeneral secretary of the Presidency of the Republic ‏ (5 أبريل 1973–2 أبريل 1974)، ونائب فرنسي، وعضو مجلس جهوي.

## التعليم
تعلم في المدرسة الوطنية للإدارة (1955–1957)، وLycée Thiers ‏، ومعهد الدراسات السياسية بباريس.

## جوائز
حصل على جوائز منها:
- الضابط الأكبر من وسام جوقة الشرف
- الصليب الأعظم لنيشان الاستحقاق من جمهورية بولندا
- جائزة اليوم  [لغات أخرى]‏
- الصليب الأكبر من وسام الاستحقاق الوطني
- نيشان الاستحقاق للجمهورية الإيطالية من رتبة الصليب الأعظم.

## روابط خارجية
- إدوار بالادور على موقع الموسوعة البريطانية (الإنجليزية)
- إدوار بالادور على موقع مونزينجر (الألمانية)
- إدوار بالادور على موقع ميوزك برينز (الإنجليزية)
- إدوار بالادور على موقع إن إن دي بي (الإنجليزية)